# Клапанний живильник

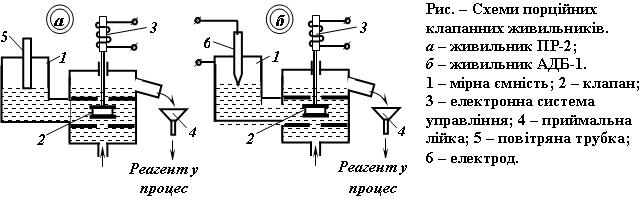

Клапанний живильник — живильник реагентний порційного типу для дозування рідин.
Порційні клапанні живильники ПР-2 і АДБ-1 (рис.) відрізняються високою точністю регулювання і застосовуються для дозування чистих нев'язких розчинів реагентів.
Реагент у клапанну порожнину надходить знизу. Двосідловий клапан 2 з'єднаний з мірною ємністю 1, яка заповнюється при подачі імпульсу від системи управління 3 і спорожняється після його зняття. Заповнення мірної ємності у живильнику ПР-2 обмежується повітряною трубкою 5, а у живильнику АДБ-1 фіксація рівня реагенту у мірній ємності здійснюється електродом 6. Після заповнення мірної ємності клапан перекриває вхідний отвір і порція реагенту подається у процес.
В імпульсному клапанному живильнику ПРІ-1 об’єм порції реагенту, що дозується, є функцією часу відкриття клапана, який управляється електронною системою. 